# Wang Rong
Wang Rong (Jiangsu, 18 de abril de 1984) es una jugadora china de bádminton que en 2010 empezó a representar a Macao.

## Trayectoria
En 2000, ganó la medalla de plata en el Campeonato Mundial Juvenil en la prueba individual femenina. En 2001, se convirtió en subcampeona del Campeonato Nacional Chino de Bádminton en la prueba individual femenina. En 2002, se convirtió en subcampeona del torneo Abierto de Francia en la prueba individual femenina. En 2004, fue campeona individual femenina del Campeonato Nacional Chino de Bádminton. En 2009, se convirtió en subcampeona del torneo Abierto de Tailandia tras ser derrotada por su compatriota Liu Jian.
En 2010, se clasificó para representar a Macao en los Juegos Asiáticos. Sin embargo, de acuerdo con las reglas de la competencia, los jugadores deben haber transcurrido tres años desde la última vez que compitieron para su país de origen antes de poder representar al país, por lo que su clasificación de ingreso fue cancelada y el equipo de Macao también decidió retirarse de la competencia. En el torneo Bitburger Open en Alemania, quedó subcampeona en el evento individual femenino derrotada por Liu Xin de China con una puntuación de 21-16, 21-10. También ganó el torneo internacional de Osaka y venció a Kaori Imabeppu de Japón.
En 2011, compitió en dobles femenino con Zhang Zhibo en el Campeonato Abierto de Bádminton de Macao alcanzando la segunda ronda. En 2012, ganó el Bitburger Open y se convirtió en semifinalista del torneo Masters de Corea en el evento de dobles femenino junto con Zhang Zhibo. En el Bitburger Open Grand Prix Gold de 2012 ganó el título después de vencer a Johanna Goliszewski y Birgit Michels.
En 2013, se convirtió en semifinalista de los Campeonatos Nacionales Abiertos del Canadá y China Taipei en el evento de dobles femenino con Zhang Zhibo. En el Gran Premio del Abierto de Canadá de 2013 fueron derrotadas por las holandesas Eefje Muskens y Selena Piek con una puntuación de 21-16, 21-10, y en el Gran Premio de Oro de China Taipei fueron derrotadas por las coreanas Lee So-hee y Shin Seung-Chan con una puntuación de 21-13, 18-21, 21-16.